# Showgirl (album)
Showgirl er et digital livealbum af den australske sangerinde Kylie Minogue. Albummet indeholder otte af Kylies største hits i koncert fra London i 2005. Den er tilgængelig på iTunes og andre digitale butikker rundt om i verden.

## Sporliste
1. "Better the Devil You Know"
2. "What Do I Have to Do?"
3. "Spinning Around"
4. "Slow"
5. "Red Blooded Woman/Where the Wild Roses Grow"
6. "I Believe in You"
7. "Can't Get You Out of My Head"
8. "Love at First Sight"